# Vermes József
Vermes József, születési és 1902-ig használt nevén Weinberger József (Monostorszeg, 1879. november 19. – Hegyeshalom, 1944. november 27.) magyar építész. Elsősorban szecessziós stílusú bérházakat tervezett Budapesten. Jelentős középülete a pesterzsébeti Tátra téri Piac és Vásárcsarnok.

## Élete

### Származása és tanulmányai
Tehetős izraelita vallású családba született a délvidéki Monostorszegen Weinberger Ábrahám és Sarolta gyermekeként. 1899-ben érettségizett Budapesten, a VI. kerületi állami főreáliskolában, majd a Műegyetem hallgatójaként építész oklevelet szerzett 1903-ban.
A következő évekből nem maradt fenn adat tevékenységéről. 1909–1910 fordulójáig valószínűleg Weinréb Fülöp építészirodájának alkalmazásában állt gyakornokként, ahol részt vett az Átlós úti házcsoport – a Halmi, ill. Bánk bán és Ballagi Mór utcák által közrefogott terület – megtervezésében; a megmaradt homlokzati díszek (csiga- és indavonalak, háromszögek) Vermes későbbi munkásságának stílusát idézik Bolla Zoltán építész szerint. Elképzelhető, hogy Vermes tervezte a Visegrádi utca–Csanády utca sarkán található bérházat is, szintén a Weinréb-iroda alkalmazásában. 1909-ben Kaszab Miklóssal együtt közös pályatervet nyújtott be a harmadik Erzsébet királyné emlékműpályázatra, ahol második díjat nyertek (ezzel együtt is a pályázat eredménytelen lett, magát az emlékművet csak egy ötödik pályáztatás után, 1932-ben avatták fel).
Gyakornoki évei alatt Vermes katonai kiképzést kapott a pólai 4. Erőd Tüzérdandárnál, ahol a 3. számú vártüzér zászlóalj tartalékos hadnagyaként végzett 1910 januárjában.

### Pályafutásának első szakasza
1910-től a Magyar Mérnök- és Építész-Egylet tagja volt, ezután tervezhetett a saját neve alatt és megalapította saját építész-irodáját. Az év áprilisában az Országos Magyar Képzőművészeti Társulat tavaszi tárlatának egyik kiállítójaként szerepelt bérház-tervezeteivel. Vermes építészi pályafutásának első szakaszában késő szecessziós bérházakat tervezett, amelyekre jellemzőek voltak a népi motívumok és a Wiener Werkstätte hatására meghonosodott szögletes geometrikus mintázatok. Első önálló munkája volt a Szugló és a Róna utca sarkán ma is álló háromemeletes épület. Ezután kapta azt a megbízását, ami szerint az Ügynök (ma Kresz Géza) utca páros oldalán (32–36. sz.) tervezett bérházakat három egymás mellett álló telekre. A nagy projekt miatt Vermes maga is az Ügynök utcába költözött az 1910-es években.

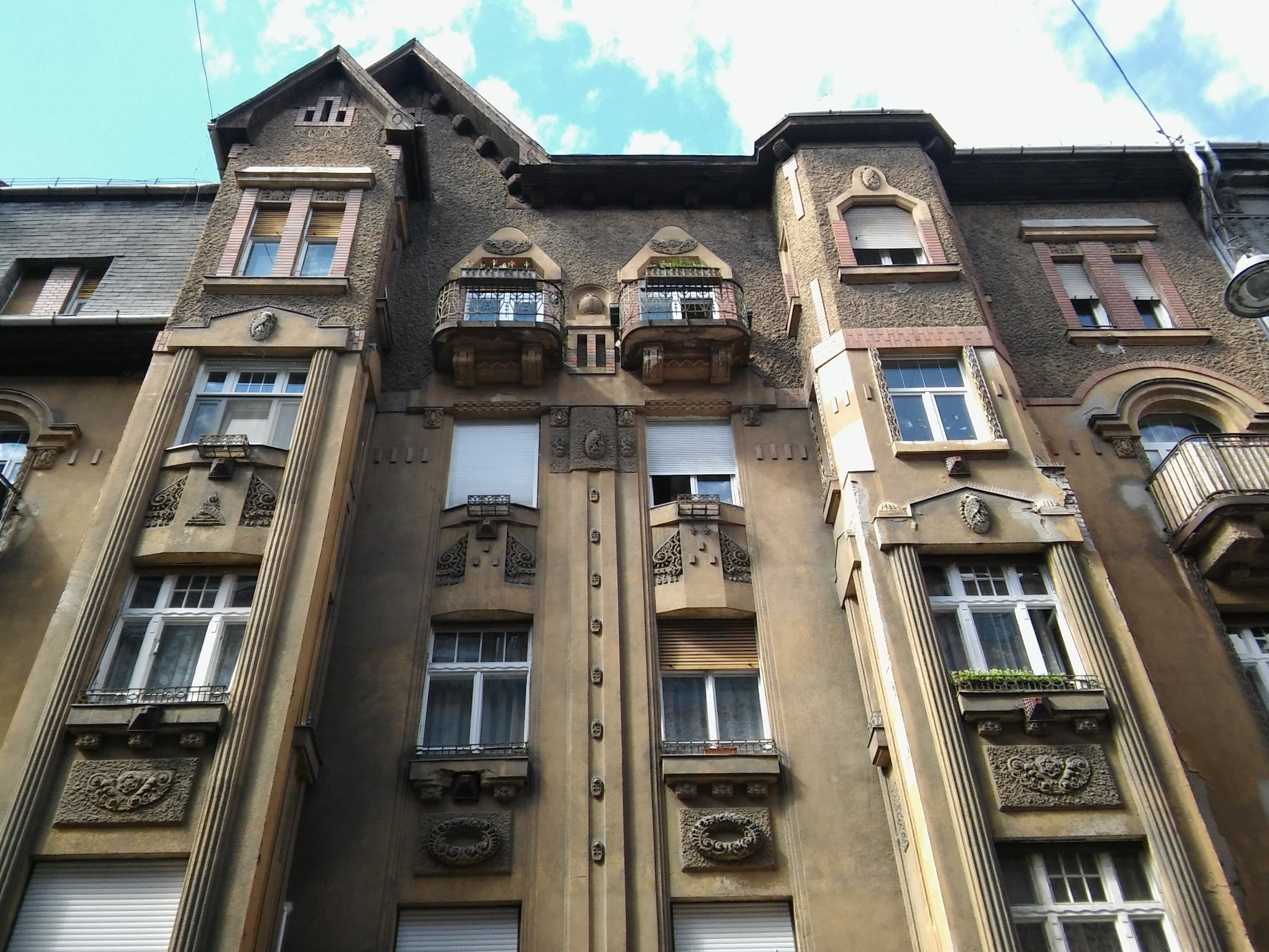
Prágai-ház (Hegedűs Gyula utca 32.)

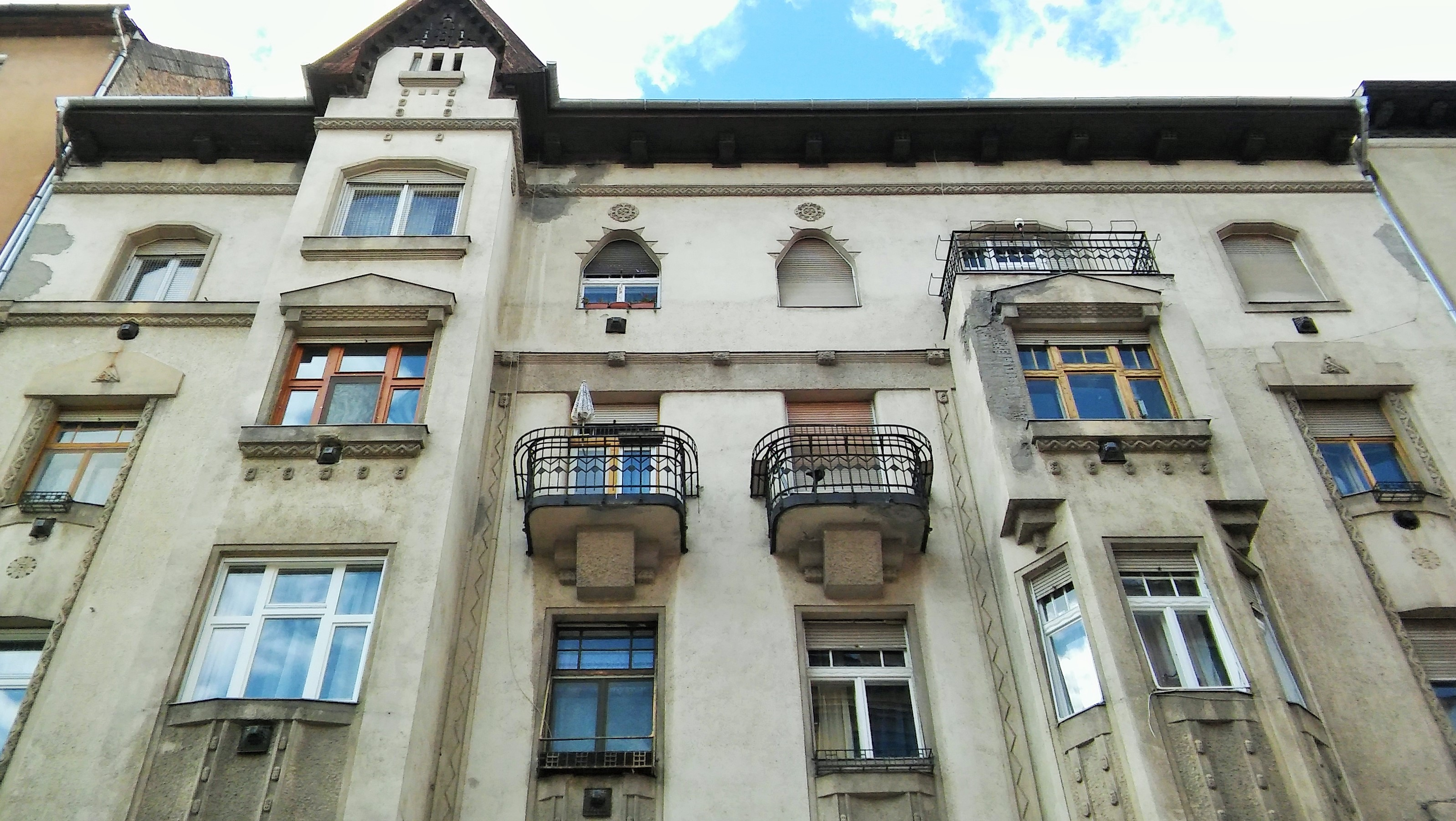
Kresz Géza utca 32.

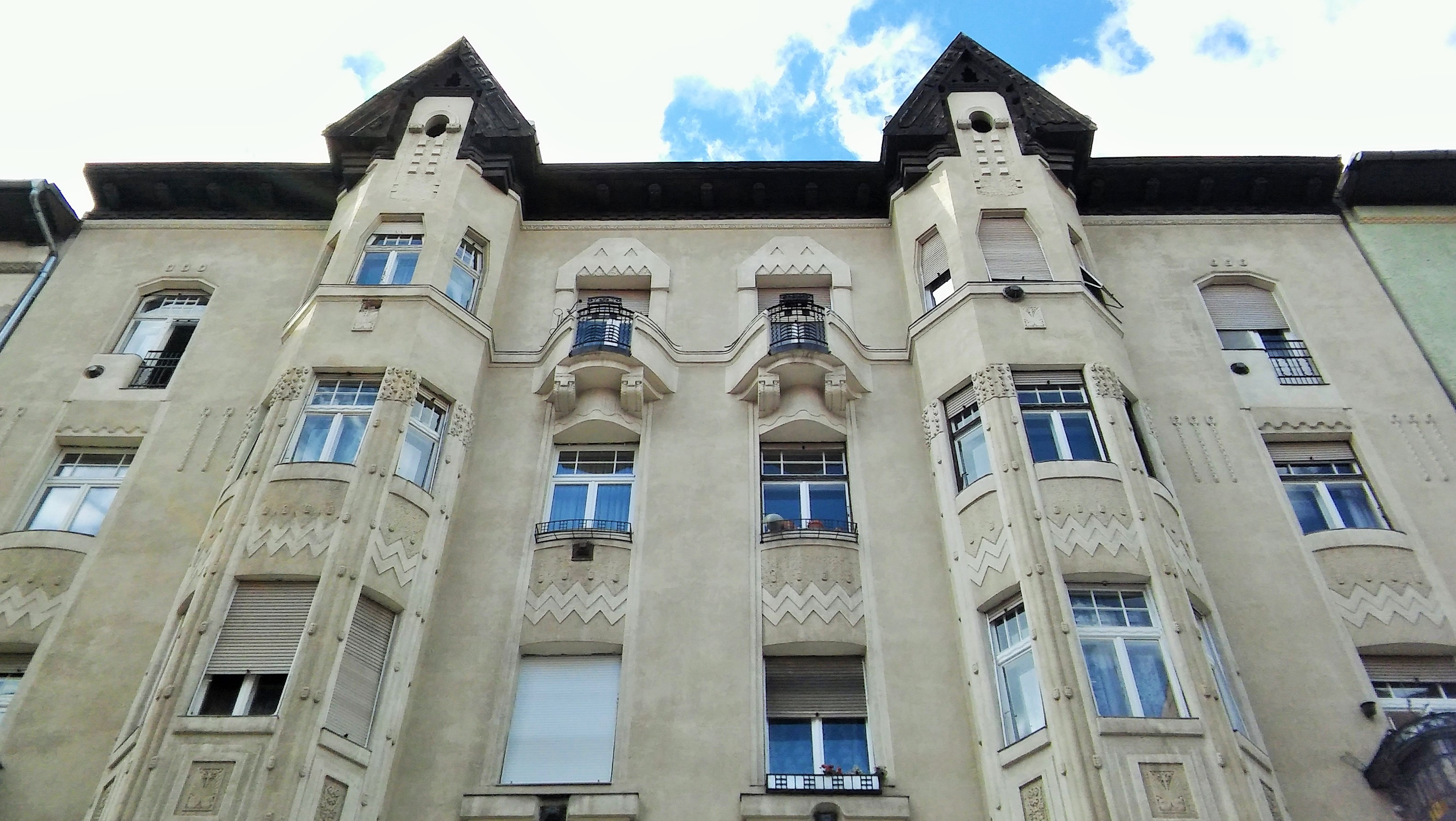
Kresz Géza utca 34.

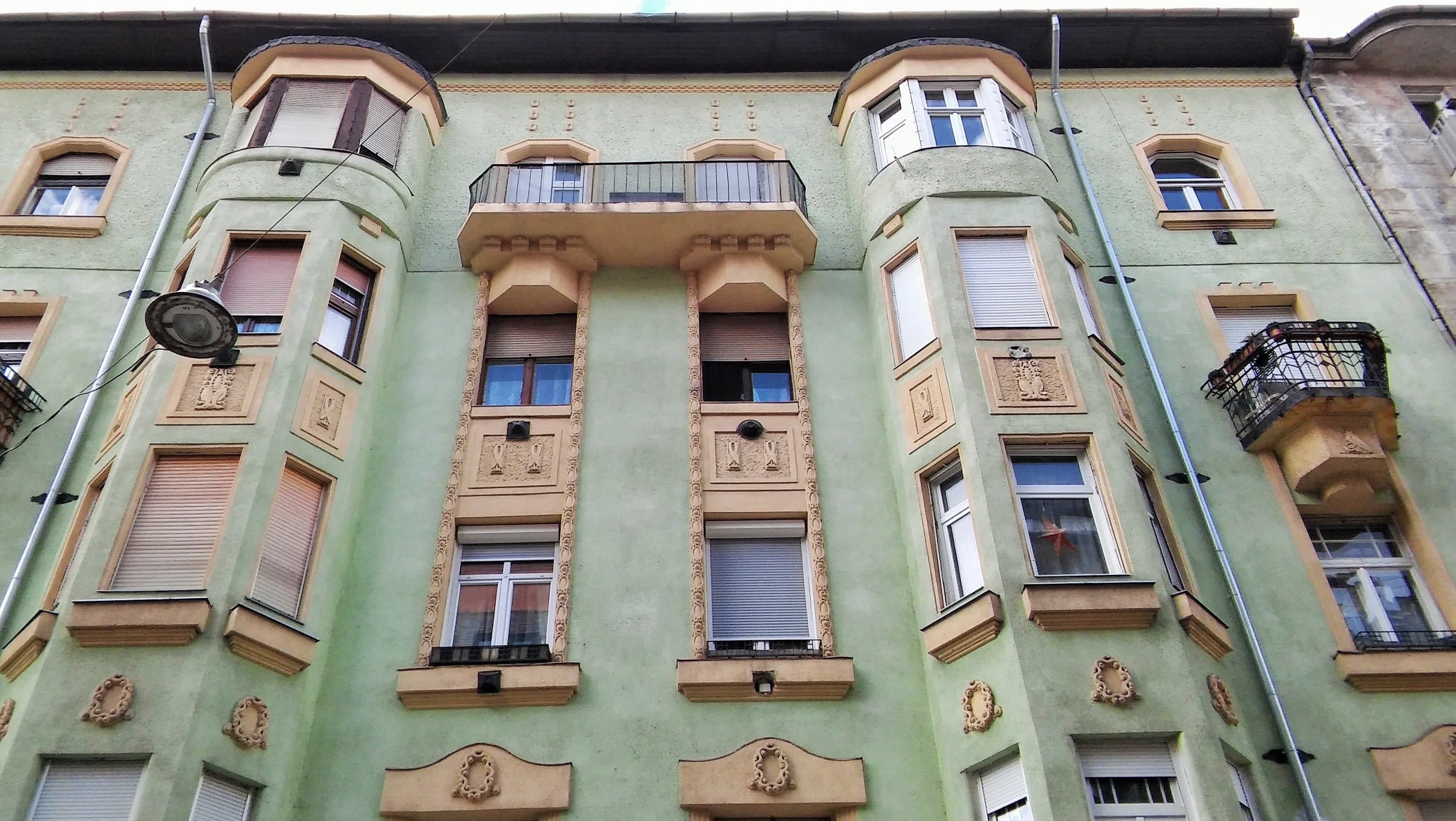
Kresz Géza utca 36.

Ekkortól számítható az önálló arcél Vermes szakmai pályafutásában. Az A Lakás szakmai lap egy 1912. évi cikke úgy jellemezte a fiatal építészt, hogy "nagy rajztudása, ízlése és fejlett artisztikus érzéke, respektábilis szaktudással párosul", s akinek az általa megtervezett "magyaros" párkányai és oromzatai "színt és derűt, fényt és árnyékot tud adni házai homlokzatának". Ugyanebben az évben készült el egyik legjelentősebb fővárosi munkája, a Prágai Ármin-ház (Hegedűs Gyula utca 32.). A cikk utal arra, hogy Vermes a Víg utcában ill. Budapesten kívül is folytatott építkezéseket.
A bérházak mellett belsőépítészeti munkák is köthetők nevéhez. Vermes tervezte a Magyar Bank és Kereskedelmi Rt. Andrássy úti fiókjának belső terét. Az utolsó békeévekben irodája sorra kapta a megbízásokat: 1912-ben elkészült a Visi Imre utca 10. sz. alatti bérház, 1913-ban pedig a Csobánc utca 8., a Zichy Jenő utca 44. és a Baross utca 125. sz. alatti építkezések fejeződtek be. Közvetlenül az első világháború kitörése előtt a Vermes-iroda a Mester utca 9. (Bien Ernő-ház) és a Práter utca 29/A bérházak megtervezésére és építésére kapott megbízást.

### Az első világháborúban
Vermes az első világháború kitörése után egy nappal (1914. július 29.) végrendelkezett, mivel tisztában volt vele, hogy tartalékos hadnagyként a besorozást nem kerülheti el. Nőtlen lévén, vagyonát (takarékbetétek, értékpapírok, ingóságok) még élő szüleire és testvéreinek gyermekeire hagyományozta. Végrendeletében úgy határozott, hogy az általa készített ill. gyűjtött festményeket és szobrokat osszák szét testvérei és barátai között. A dokumentum szerint birtokában volt Béli Vörös Ernő egyik festménye.

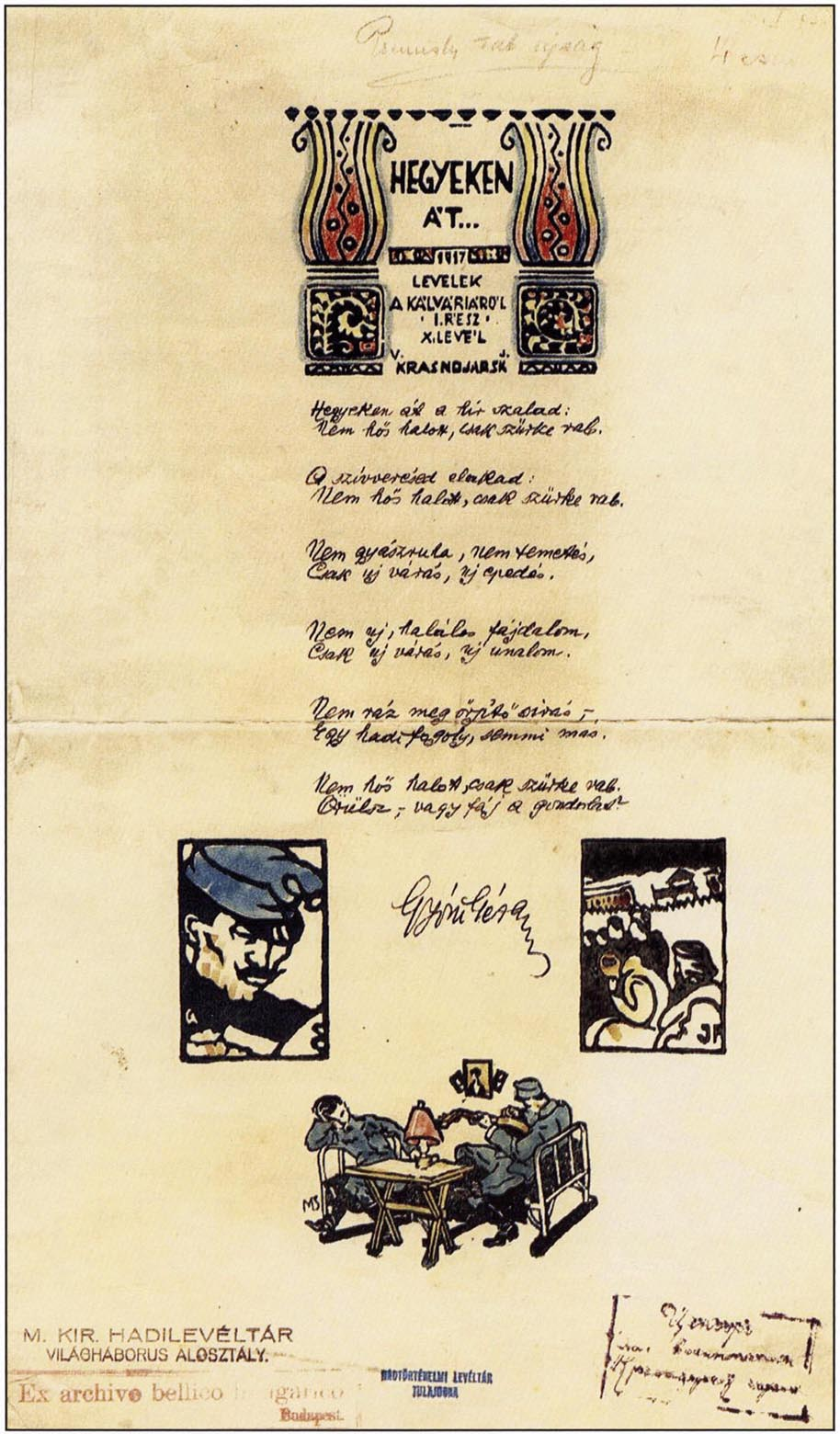
A krasznojarszki hadifogolytáborban kiadott emléklap (1917) Gyóni Géza versével. A fejléc Vermes József munkája.

A 3. sz. vártüzér zászlóaljat, Vermessel együtt, már a háború legelején, 1914 nyarán a galíciai Przemyśl erődbe vezényelték. Az orosz győzelemmel végződő galíciai csata után Przemyśl lett az Osztrák–Magyar Monarchia "végvára" az előre nyomuló cári seregekkel szemben. A védők az első ostromnak (1914. szeptember–október) sikeresen ellenálltak, de az erőd orosz körülzárása nem szűnt meg, és a következő hónapok során megpróbálták kiéheztetni az osztrák–magyar védőket, akiknek nagy száma az értelmiség köréből tevődött össze. Kezdetben lehetőség volt a levelezés fenntartása az otthonmaradt családtagokkal. Egy fennmaradt Pesti Hírlap-apróhirdetés szerint Vermes is élt ezzel a lehetőséggel. Az állapotok az élelmiszerhiány miatt fokozatosan romlottak, bár Vermes, tiszt lévén, valószínűleg kevésbé éhezett a megpróbáltatások alatt. Vermes az erődrendszer déli-délnyugati részén teljesített szolgálatot, amikor a Prałkowce övfőerőd ostromakor hadifogságba került 1915. március 9-én. Przemyśl két héten belül elesett.
Vermest a többi hadifogollyal együtt marhavagonokban elszállították a cári birodalom belsejébe. A következő legalább öt évben a szibériai Krasznojarszk hadifogolytáborban tartották fogva. 1916 elején a neve szerepelt a Vöröskereszt által kigyűjtött hadifogolylistán, így családja értesülhetett arról, hogy túlélte a przemyśli ostromot. Oroszország szaporodó háborús nehézségei a foglyok ellátmányozására is negatívan hatott, így Vermes is állandóan nélkülözött és éhezett. Vermes együtt raboskodott Gyóni Géza költővel és Stessel Ernő memoáríróval; utóbbi megemlékezett arról, hogy amikor a magyar foglyok megszervezték egymás oktatását, Vermes vállalta, hogy építészetről ad elő. Amikor Gyóni elindította a kézzel másolt Lapfordítások c. tábori újságát, az 1917-ben kiadott emléklapban Vermes is hozzájárult a fejléc megrajzolásával, amely az építészetére jellemző stilisztikai jegyeket idézte. Balogh István szerint Gyóni Géza Vermes javaslatára választotta a Hegyeken át... c. versét a kiadvány címlapjára.
A bolsevik hatalomátvétel után minden hadifoglyot hivatalosan szabadon engedtek, akiknek a hazajutást azonban saját maguknak kellett megoldaniuk. A legtöbben, így Vermes is, ezért a táborban maradtak, várva, hogy kormányuk megszervezi a hazatérésüket. Vermes hazatérési körülményei ismeretlenek. Az biztos, hogy 1920. március 7. után még Krasznojarszkban tartózkodott, ugyanis ez a dátum szerepel Fábián Béla angyalföldi orvos sírján, amely mellett Vermes áll ásóval a kezében az egyetlen róla fennmaradt fényképen. Elképzelhető, hogy Vermes a Vlagyivosztokból, japán felségjel alatt májusban kihajózó Sunko Maru utasaként érkezett 1920 júliusában Triesztbe, vagy a szintén Vlagyivosztokból októberben kihajózó német postagőzös Scharnhorst fedélzetéről érkezett Európába.

### Pályafutásának második szakasza
Vermesnek a nulláról kezdett újrakezdenie életét és szakmai pályafutását; a letétbe helyezett értékpapírjai elértéktelenedtek, rokonságának nagy része a trianoni határokon kívül rekedt. A bérházépítések számának visszaesése miatt nem is gondolhatott egy saját tervezőiroda újraalapításáról, így az 1923-ban megalapított Stabil Építő Rt. építésze lett. A vállalat égisze alatt készült el Vermes első két terve 1925-ben, a végül meg nem épült békéscsabai vásárcsarnok és szakmai pályafutásának csúcsa, a ma is álló pesterzsébeti Tátra téri Piac és Vásárcsarnok, amely – Bolla Zoltán szerint – Magyarországon, de talán a világon is, az első art déco stílusú vásárcsarnok volt. Bolla szerint Vermes személyesen látogatta meg az 1925-ös párizsi világkiállítást, és annak cikcakkos díszítésű, lépcsőzetes pavilonjaiból merített ihletet.

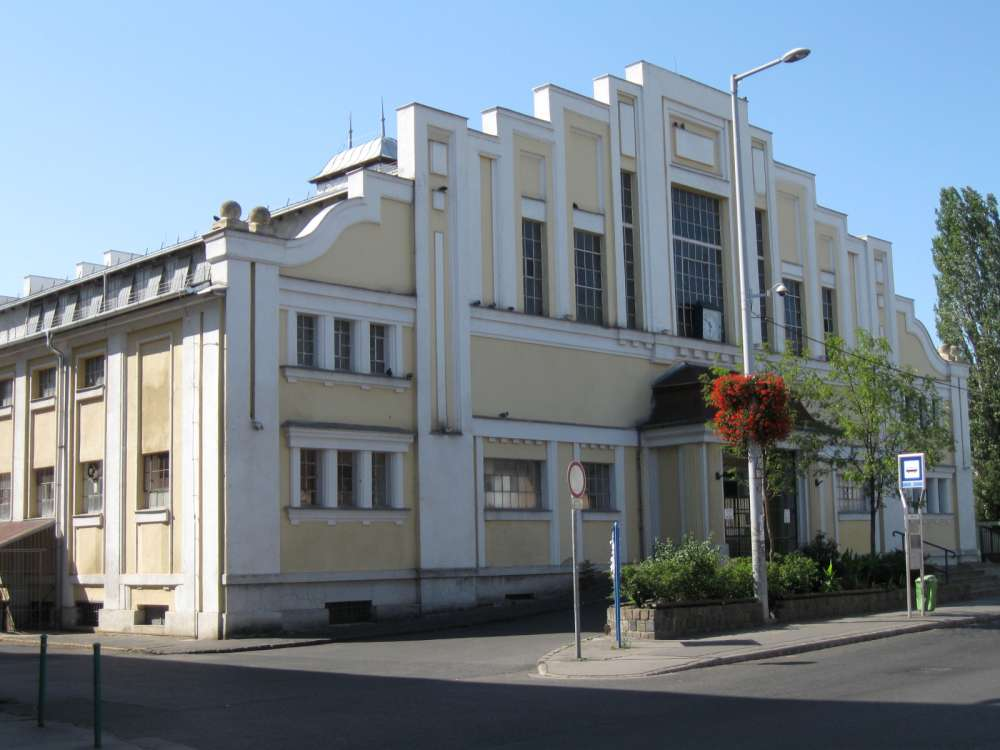
Tátra téri Piac és Vásárcsarnok

A pesterzsébeti vásárcsarnok újfent megalapozta Vermes szakmai hírnevét. A következő évben, 1926-ban ismét a Magyar Mérnök- és Építész-Egylet tagja lett, aminek következtében három fővárosi  bérház (Mester utca 57., 11., Kőfaragó utca 11.) megtervezését bízták rá 1927-ben – utóbbi már a Nagykörúton belüli belvárost jelentette, amelyre Sarkadi Zsolt szerint már előbb sor került volna, ha karrierjét nem akasztja meg az első világháború és a hadifogság. A megbízással az az érdekes helyzet alakult ki, hogy Vermes két szomszédos bérházat két, jól elkülönülhető alkotói korszakában tervezett és épített meg: a 9. sz. alatti Bien-házat 1914-ben (népies, indás szecesszió), szomszédját, a 11. sz. épületet (geometrikus art déco) pedig tizenhárom évvel később, 1927-ben. Vermes egyértelműen az art déco mellett tette le névjegyét legújabb bérházaival, bár a stíluselemek használatában korlátozta a háború utáni Magyarország permanens nyersanyaghiánya, a beruházók pénzügyi óvatossága illetve a Wolff-párt által dominált és Sipőcz Jenő-vezette jobboldali keresztény-konzervatív városvezetés szigorú építésügyi jogszabályai.
Építészeti tevékenysége miatt Vermes az 1920-as években is festett, de műve nem maradt az utókorra. 1925-ben bemutatták festményeit, rajzait más képzőművészek alkotásainak társaságában Weisz Hugó fényképész Nagymező utcai műtermében (Mai Manó Ház). 1927-ben Vermes rajzolta meg Balogh István Gyóni Géza szibériai életrajza c. művének borítóját.
1927-ben Vermes otthagyta munkahelyét, a Stabil Építő Rt.-t és saját irodát alapított az Üllői út 21. sz. alatt. Vállalkozása számos kisebb-nagyobb megrendelést kapott a városvezetés mellett magánszemélyektől a következő években. 1928-ban Vermes tervezte Vogel Géza kereskedő vöröstéglából készült villáját, amely 1929–1930-ban megépült és ma is áll a XII. kerületi Gaál József utca 18/a sz. alatt. Ugyanebben az évben készült el Vermes tervei alapján Unterberg Hugó urológus villája a Sashegy dűlőn. Az 1930-as években zsidó származása miatt már csak kisebb megrendelései voltak: családi házak és nyaralók, valamint már meglévő épületek felújításai és bővítései. 1932-től a Rökk Szilárd utca (ma Somogyi Béla utca) 21. sz. házban élt és dolgozott.

### Meghurcoltatása és halála
Magyarország 1944. márciusi német megszállása után sorsa végzetes irányba fordult. Vidéken maradt rokonait már április végén gettósították és deportálták Bajára, majd Auschwitzba (Délvidék azon része, ahonnan Vermes származott, 1941-ben visszakerült Magyarországhoz). 1944 nyarán az új rendelet értelmében Vermesnek ún. csillagos házba kellett költöznie, majd a Rökk Szilárd utcai, üresen maradt lakását kiutalták egy segédmunkásnak és feleségének az év szeptemberében.
Az októberi nyilas hatalomátvétel után Vermest munkaszolgálatra hívták be, "kölcsönzött munkaerőként" a Harmadik Birodalomba. A 65 éves Vermest, sokakkal együtt, munkaképesnek nyilvánították és elhurcolták a csillagos házból, majd a gyűjtőtáborként funkcionáló óbudai téglagyárba toloncolták. A munkaszolgálatosokat a "halálmenetek" keretében gyalog indították el a nyugati határhoz. Vermes József végkimerülés következtében vesztette életét Hegyeshalom mellett 1944. november 27. reggel 8 órakor, holttestét tömegsírban földelték el 110 sorstársával együtt az egykori Vörös istálló mellett.

## Ismert művei
- 1911: lakóház, 1132 Budapest, Kresz Géza utca 32.[11][12]
- 1911: lakóház, 1132 Budapest, Kresz Géza utca 34.[11][13]
- 1911: lakóház, 1132 Budapest, Kresz Géza utca 36.[11][14]
- 1912: lakóház, 1089 Budapest, Visi Imre utca 10.[15][16]
- 1912: Prágai-ház, 1136 Budapest, Hegedüs Gyula utca 32.[11][17][18]
- 1913: lakóház, 1086 Budapest, Csobánc utca 8.[19][20]
- 1914: lakóház, 1066 Budapest, Zichy Jenő utca 44.[21][22]
- 1914: lakóház, 1083 Budapest, Práter utca 29/a.[23]
- 1925: Tátra téri Piac és Vásárcsarnok, 1204 Budapest, Kossuth Lajos utca 82.[24]
- 1927: lakóház, 1095 Budapest, Mester utca 57.
- 1929–1930: lakóház, 1122 Budapest, Gaál József út 18/a.[25]

### Tervben maradt épületek
- 1909: Erzsébet királyné budapesti emlékműve, Budapest, III. pályázat[26]